# Keratan sulfat
Keratan sulfati (KS, keratosulfati) su sulfati glikozaminoglikana (strukturni ugljeni hidrati) koji su zastupleni u rožnjači, hrskavičastom tkivu, i kostima. Oni se takođe sintetišu u centralnom nervnom sistemu gde učestvuju u razvoju i formiranju glijalnog ožiljka nakon povrede. Keratan sulfati su veliki, visoko hidratisani molekuli koji u zglobovima mogu da deluju kao uložak koji apsorbuje mehanički šok.

## Struktura
Poput drugih glikozaminoglikana keratan sulfat je linearni polimer koji sadrži ponavljajuću disaharidnu jedinicu. Keratan sulfat se javlja kao proteoglikan (PG) u kome su KS lanci vezan za ćelijsku površinu ili ekstracelularni matriks proteina. KS proteini obuhvataju Lumikan, Keratokan, Mimekan, Fibromodulin, PRELP, Osteoadherin i Agrekan.

## Literatura
1. ↑  Miller B, Sheppard AM, Pearlman AL (1997). „Developmental expression of keratan sulfate-like immunoreactivity distinguishes thalamic nuclei and cortical domains”. J. Comp. Neurol. 380 (4): 533—52. PMID 9087531. doi:10.1002/(SICI)1096-9861(19970421)380:4<533::AID-CNE9>3.0.CO;2-2.
2. ↑  Zhang H, Uchimura K, Kadomatsu K (2006). „Brain keratan sulfate and glial scar formation”. Ann. N. Y. Acad. Sci. 1086: 81—90. PMID 17185507. doi:10.1196/annals.1377.014. Архивирано из оригинала 10. 12. 2012. г. Приступљено 06. 09. 2011.

## Spoljašnje veze
- Hondroitin i keratin sulfat
- Keratan+sulfate на 